# Рио-Пулидо
Рио-Пулидо (исп. Río Pulido) — река на востоке области Атакама в Чили, приток реки Копьяпо. Длина реки — 79 км. Площадь водосборного бассейна — 2100 км².
Одна из трёх рек, образующих реку Копьяпо (наряду с реками Мамфлас и Хоркера).
Основные притоки — реки Потро и Монтоса.

## Примечания

Бассейн реки Копьяпо